# Dundee (Québec)
Pour les articles homonymes, voir Dundee (homonymie) et Sainte-Agnès.
Dundee, également appelée Sainte-Agnès-de-Dundee, est une municipalité de canton du Haut-Saint-Laurent au Québec (Canada). La localité se situe à l'extrémité sud-ouest du Suroît dans la région de la Montérégie.

## Histoire
John Davidson, originaire de la ville portuaire  de Dundee en Écosse, s'établit avec ses compagnons sur les bords de la rivière aux Saumons(d) et donne le nom de cette ville au nouvel établissement. Le bureau de poste de Dundee est implanté en 1830 alors que le canton de Dundee est créé en 1831. La municipalité de canton de Dundee est quant à elle instituée en 1845 et la paroisse de Sainte-Agnès-de-Dundee est érigée en 1863. Le bureau de poste est renommé Sainte-Agnès-de-Dundee en 1968.

## Géographie
Dundee est située à l'extrême sud-ouest de la région du Suroît et du Québec. La municipalité est sise sur la rive droite du fleuve Saint-Laurent à la hauteur du lac Saint-François, entre la paroisse de Saint-Anicet au nord-est, le canton de Godmanchester à l'est et la réserve indienne d'Akwesasne, anciennement Saint-Régis, au sud-ouest.
Tsikaristisere; 
la communauté d'Akwesasne à ajouter jusqu’à 18 232 acres (73,78 km2) de terrain si ceux-ci sont achetés sur le marché libre.
Le territoire couvre une superficie de 84,02 km2 dont 81,93 km2 sont terrestres. La rivière aux Saumons traverse l'est de la municipalité du sud au nord jusqu'à son embouchure dans le lac Saint-François. En bordure du lac Saint-François, le territoire compte de nombreux marécages propices à la flore et à la faune du lac. La réserve nationale de faune du lac Saint-François vise à en assurer la préservation.
La municipalité touche la frontière canado-américaine au sud, étant limitrophe du comté de Franklin dans l'État de New York. Au nord, sur la rive opposée du lac Saint-François, se trouve le canton de South Glengarry dans les comtés unis de Stormont, Dundas et Glengarry dans la province voisine de l'Ontario.

## Démographie
En 2021, la population de Dundee s'élevait à 386 habitants. La population connaît une baisse de 22 personnes ( 5.4 %) entre 2011 et 2021. La densité brute de la population est de 5,6 habitants/km2 pour l'ensemble de la municipalité.
| 1991 | 1996 | 2001 | 2006 | 2011 | 2016 | 2021 |
| ---- | ---- | ---- | ---- | ---- | ---- | ---- |
| 382  | 392  | 408  | 436  | 408  | 387  | 386  |

## Administration
Le conseil municipal comprend le maire et six conseillers. Les élections municipales ont lieu tous les quatre ans en bloc et sans division territoriale. La mairesse actuelle est Linda Gagnon, élue à l'élection de 2017 et succédant à Jean Armstrong alors que le conseil municipal est reconduit presque au complet sans opposition.
| Fonction | 2005-2009 | 2009-2013 | 2013-2017 | 2017-2021 | 2021-2025                                                                                                  |
| --- | --- | --- | --- | --- | --- |
| Taux de participation | 44,6 % | ... | ... | 60,4 % | |
| Maire | Jean Armstrong (.)                                                                                              | Jean Armstrong (a)                                                                                                 | Jean Armstrong (a) | Linda Gagnon (60,4 %)                                                                                        | Linda Gagnon (a)                                                                                           |
| Conseillers | Michel Crête (a) Kenneth Fraser (a) Linda Gagnon (.) Marc Myre (.) Justin Nieuwenhof (a) Clément Quenneville(a) | Michel Crête (a) Kenneth Fraser (a) Linda Gagnon (a) Yves Lalonde (a) Justin Nieuwenhof (a) Clément Quenneville(a) | Richard Dufour** Kenneth Fraser (a) Linda Gagnon (a) Yves Lalonde (a) Raymond Lazure (60,4 %) Justin Nieuwenhof (a) Clément Quenneville* (a) | Michel Dupuis (a) Kenneth Fraser (a) Yves Lalonde (a) Raymond Lazure (a) Marc Myre (a) Justin Nieuwenhof (a) | Michel Dupuis (a) Daibhid Fraser (a) Marie Myre (a) Raymond Lazure (a) Marc Myre (a) Justin Nieuwenhof (a) |
| (Entre parenthèses) Proportion des voix. (a) Élu sans opposition. * Élu au début du terme mais ayant quitté avant la fin du terme. ** Non élu au début du terme mais en cours de terme. | | | | | |

## Urbanisme
Le territoire est essentiellement occupé par l'agriculture. La municipalité compte le village de Sainte-Agnès-de-Dundee (45° 00' 32" N, 74° 24' 09" O) et le hameau de Dundee Centre (45° 01' 44" N, 74° 25' 42" O), de même que divers lieux de villégiature comme la Pointe-Leblanc, la Place Caza, la Pointe-Gordon, la Pointe-Fraser et la Pointe-Hopkins.
La route 132 relie Dundee à Salaberry-de-Valleyfield au nord-est. Elle donne sur un poste-frontière au sud. La voie ferrée de CSX Transportation traverse le canton de Dundee.
Les voies de communication principales de la municipalité sont les chemins Sodom, Neuf, Ridge, de Dundee Centre ainsi que les montées Smallman et Murchisson.
Le parc municipal John-Davidson, situé sur le terrain de l'hôtel de ville dans le village de Sainte-Agnès-de-Dundee, est très bien aménagé. L'ancienne église catholique dans le village de Sainte-Agnès-de-Dundee, fermée en 2010, a été transformée en résidence unifamiliale.
On retrouve dans le hameau de Dundee Centre une église unie, ainsi que deux cimetières protestants.

## Société

### Personnalités
- Luc-Hyacinthe Masson (1811-1880), homme politique
- Sheila Fraser (1950n-), vérificatrice générale